# Kanton Montréal (Gers)
Montréal is een voormalig kanton van het Franse departement Gers. Het kanton maakte deel uit van het arrondissement Condom. Het werd opgeheven bij decreet van 26 februari 2014, met uitwerking op 22 maart 2015, waarbij alle gemeenten werden opgenomen in het nieuwe Armagnac-Ténarèze.
Het kanton lag in het zuidwesten van Frankrijk in de regio Occitanie, in de streek die vroeger Gascogne werd genoemd. Het kanton situeerde zich rond Montréal. De hoogte varieerde tussen de 64 m bij Fourcès tot 186 m bij Castelnau-d'Auzan met een gemiddelde hoogte van 143 m.
Het is een zeer landelijk agrarisch gebied, praktisch zonder toerisme, in de Armagnac-Ténarèze streek, uitsluitend bekend om zijn productie van Armagnac, foie gras en Côtes de Gascogne.

## Gemeenten
Het kanton omvatte de volgende gemeenten:
- Castelnau-d'Auzan
- Cazeneuve
- Fourcès
- Gondrin
- Labarrère
- Lagraulet-du-Gers
- Larroque-sur-l'Osse
- Lauraët
- Montréal (hoofdplaats)

## Bevolking
In 1962 telde het kanton 5938 inwoners. Bij de volkstelling van 1999 werden er nog 4741 inwoners geteld, hetgeen neerkomt op een afname van 20%.
Zoals vele andere kantons in het rurale Frankrijk heeft Montréal dus te maken gehad met een sterke terugloop van de bevolking. Op zoek naar werk trekt de jeugd naar elders. De achterblijvende bevolking veroudert.
De leegloop begon, zoals in vele landelijke gebieden, door de Eerste Wereldoorlog van 1914 tot 1918. Vele jongemannen kwamen niet terug naar huis, met alle gevolgen van dien. Door gebrek aan arbeidskrachten begon de tot dan toe welvarende landbouwstreken te krimpen en te verarmen. Dit bracht een instroom van bevolking uit Spanje en Italië opgang.
Na de onafhankelijkheid van Algerije werden de naar het moederland terugkerende Fransen aangemoedigd om zich in de Gers te vestigen. Deze immigratiegolven zijn nu volledig geïntegreerd.
Door de recente veranderingen op het gebied van de landbouw kwamen de laatste decennia opnieuw boerderijen vrij wegens gebrek aan opvolging, deze werden vaak overgenomen door Noorderlingen op zoek naar een actief, maar landelijk leven.
De laatste jaren was vooral de pensioenimmigratie toegenomen.

## Karakter, monumenten en geschiedenis van de streek
Om zijn geglooide landschap met zijn wijngaarden noemt men de streek soms het Toscane van Frankrijk.
De zeer landelijke omgeving leeft bijna uitsluitend van landbouw en produceert de Côtes de Gascogne, waarvan ook de beroemde Armagnac wordt gestookt. Van verse druivensap en Armagnac wordt dan weer en het aperitief van de streek de Floc de Gascogne gemaakt.
De zomers zijn er lang en warm terwijl de winters er kort en zacht zijn. Al sinds eeuwen is dit klimaat een sterke aantrekkingskracht voor nieuwkomers.
In de omgeving vindt men talrijke kastelen, kleine middeleeuwse ommuurde stadjes en bijzondere monumenten, want de Pelgrimsroutes in Frankrijk naar Santiago de Compostella lopen door de Gers en hebben interessante historische sporen achtergelaten.
- De Bastide Gasconne Fourcès.
- De bastide van Bretagne-d'Armagnac.
- De Gallo-Romeinse Villa van Séviac.
- De Ganaderia de Buros.
- De geneeskrachtige baden van Barbotan-les-Thermes in Cazaubon.
- In Lupiac het Museum van D'Artangan ofwel Charles de Batz de Castelmore.
- Het stadje Eauze en zijn Romeinse schat.
- De middeleeuwse bastide van Montréal .
- Het vestingdorpje Larressingle.

## Externe gegevens
- Het kanton Montréal op de website van het Insee
- Het kanton Montréal op de kaart van Frankrijk[dode link]